# 2002년 뉴욕 영화제
제40회 뉴욕 영화제는 2002년 9월 27일에 열린 시상식이다.

## 수상 (비경쟁)

### 장편 상영작
- 어바웃 슈미트 - 알렉산더 페인
- 러시아 방주 - 알렉산더 소쿠로프
- 취화선 - 임권택
- 막달레나 시스터즈 - 피터 뮬란
- 임소요 - 지아장커
- 불확실한 원칙 - 마뇰 드 올리베이라
- 블러디 선데이 - 폴 그린그래스
- 과거가 없는 남자 - 아키 카우리스마키
- 내 어머니의 미소 - 마르코 벨로치오
- 오토 포커스 - 폴 슈레이더
- 작은 마을의 봄 - 톈좡좡
- 생활의 발견 - 홍상수
- 행복을 기다리며 - 압데라만 시사코
- 신의 간섭 - 엘리아 술레이만
- 히틀러의 여비서 - 안드레 헬러 외 1명
- 금요일 밤 - 클레어 드니
- 월요일 아침 - 오타르 이오셀리아니
- 마지막 수업 - 니콜라 필리베르
- 그녀에게 - 페드로 알모도바르
- 대취협 - 호금전